# Beauty Shop
Beauty Shop é um filme de comédia estadunidense de 2005 dirigido por Bille Woodruff. O filme serve como um terceiro filme e um spin-off da série Barbershop. O filme é estrelado por Queen Latifah como Gina personagem introduzida pela primeira vez em 2004 em Barbershop 2: Back in Business. Este filme também é estrelado por Alicia Silverstone, Andie MacDowell, Mena Suvari, Kevin Bacon e Djimon Hounsou.

## Enredo
Gina Norris é uma cabeleireira viúva que se mudou de Chicago para Atlanta para que sua filha, Vanessa, possa frequentar uma escola de música privada. Ela fez um nome para si mesma como esteticista, mas depois de Jorge, seu chefe egocêntrico, criticar suas decisões, ela pede demissão e monta seu próprio salão de beleza, comprando de impulso um salão com a ajuda de um empréstimo bancário.
Após comprar o salão de beleza, ela corre para barreiras instantâneas: estilistas jovens loudmouthed, clientes mais velhos que estão estabelecidos em seus caminhos, um jovem rapaz enérgico chamado Willie que constantemente flerta com mulheres (incluindo Vanessa) durante as filmagens de seu próximo vídeo da música, as pessoas Desconfie de sua habilidade como um cabeleireiro e ao trabalho constante de sua irmã-de-lei rebelde, Darnelle, encontra-se em. Gina emite um ultimato com Darnelle para limpar seu ato e começar a pagar-la de volta ou ela vai ser despejado. Em pouco tempo, os clientes do proprietário anterior tornar-se seu próprio e muitos de seus ex-clientes a encontrar o seu caminho de Jorge de para seu salão. Quando surgem problemas elétricos, ela acha que o locatário no andar de cima, Joe, é um eletricista considerável da África que eventualmente laços com Vanessa devido a suas habilidades no piano. Como Jorge é ciumento que sua loja está perdendo clientes para Gina, ele paga um inspetor de saúde chamado Crawford, para encontrar várias maneiras de encerrar os negócios da Gina.
Ao longo do tempo, frequentadores do bairro frequentam a loja e os estilistas variados tornar perto de Gina, assim como Joe. Um dos ex-clientes de Jorge usa suas ligações para marcar uma reunião com a Cover Girl para condicionador milagre caseiro de Gina, carinhosamente chamado de "crack capilar".
Tragédia atinge quando a loja está corrompida e fortemente vandalizado na noite anterior grande recital de piano de Vanessa. Quando Gina próxima entra na loja, ela descobre não apenas que sua equipe limpou a maioria da bagunça e trouxe itens de casa para a loja poderia funcionar, mas Darnelle também decidiu crescer e entrar a escola de beleza. Enquanto as filmagens do seu próximo tópico, Willie filma uma reunião entre Jorge e Inspector Crawford. Alguém então rompe e vandaliza a loja de Gina, mas as meninas tentam repará-lo. Logo, uma mulher descabelada entra na loja e pede para alguém para consertar seu cabelo para um casamento que ela tem em poucas horas. Logo depois, Willie mostra Gina a fita de vídeo de uma reunião que ele filmou de Jorge e Inspector Crawford. Mais tarde naquela noite, Gina vai ao salão de beleza de Jorge não só de dizer a ele sobre a fita, mas que sabe que ele não é Jorge da Áustria, mas George Christie de Nebraska. Mal que Gina deixa, James (somente empregado do sexo masculino de Gina) e alguns de seus amigos dar um haircut Jorge extremo como vingança pelo que ele fez com ela em que tenta fechar sua loja.
Mais tarde, quando a loja ouve a sua rádio favorita de talk show DJ Hollerin 'Helen, eles descobrem que ela foi o cliente desesperado no caminho para o casamento, enquanto ela dá a loja (e "crack capilar" condicionador de Gina) uma mensagem para fora em o rádio.

## Elenco
- Queen Latifah como Gina
- Alicia Silverstone como Lynn
- Alfre Woodard como Josephine
- Golden Brooks como Chanel
- Sherri Stepherd como Ida
- Mena Suvari como Joanne
- Djimon Hounsou como Joe
- Kevin Bacon como Jorge
- Keshia Knight Pulliam como Darnelle
- Bryce Wilson como James
- Andie MacDowell como Terri
- Paige Hurd como Vanessa
- Lil' JJ como Willie
- Adele Givens como DJ Helen
- Della Reese como Madame Towner
- Laura Hayes como Paullete
- Sheryl Underwoodcomo Rita
- Jim Holmes como Inspetor Crawford
- Joyful Drake como Mercedes
- Tawny Dahl como Porsche
- Octavia Spencer como Big Customer
- Birdman como Glen
- Ki Toy Johnson como menina do bairro
- Kimora Lee Simmons como Denise
- LisaRaye McCoy como Rochelle
- Wilmer Valderrama como Corky/Stacy

## Prêmios e indicações
2005 BET Comedy Awards
- Diretor excelente para um filme cinematografia -Bille Woodruff(nomeado)
- Melhor Atriz em um filme cinematografia -Queen Latifah(nomeado)
- Outstanding Theatrical Film (nomeado)
- Melhor Roteiro de filme  cinematografia -AudreyWells,Kate Lanier, Norman Vance Jr. (indicado)

2005 Black Movie Awards
- Outstanding Achievement in Writing - Kate Lanier, Norman Vance Jr. (indicado)
- Performance de uma Atriz em Papel Principal - Queen Latifah (nomeado)

2005 Teen Choice Awards
- Melhor Atriz: Comedia- Queen Latifah (nomeado)
- Escolha Filme chilique- Queen Latifah (nomeado)
- Escolha Filme pessoa desonesta-Kevin Bacon(nomeado)
- Escolha artista de rap em um Filme - Queen Latifah (nomeado)

2006 Black Reel Awards
- Melhor Atriz - Queen Latifah (nomeado)

2006 NAACP Image Awards
- Melhor Atriz em um Filme - Queen Latifah (nomeado)